# 中野村 (滋賀県)
中野村（なかのむら）は、滋賀県蒲生郡にあった村。現在の東近江市市街地の南部・西部にあたる。

## 地理
- 河川：清水川、蛇砂川

## 歴史
- 1889年（明治22年）4月1日 - 町村制の施行により、中野村・今崎村・今堀村・小今村および小脇村の大部分（辻組を除く）の区域をもって発足。
- 1954年（昭和29年）3月21日 - 神崎郡八日市町と合併し、改めて神崎郡八日市町が発足。同日中野村廃止。

## 交通

### 鉄道路線
- 近江鉄道
  - 本線
    - 長谷野駅

  - 八日市線
    - 太郎坊宮前駅 - （村域外） - 八日市中野駅（1948年休止、1964年廃止）

### 道路
- 八風街道（現・国道421号）